# Fallmeisterei (Schirnsdorf)
Fallmeisterei ist eine Wüstung auf dem Gemeindegebiet des Marktes Wachenroth im Landkreis Erlangen-Höchstadt (Mittelfranken, Bayern).

## Geografie
Die Einöde lag 500 Meter östlich von Weingartsgreuth. Im Westen grenzten die Kappeläcker und der Gegelacker an. Im Nordwesten befand sich der Kappelschlag, im Nordosten die Bergäcker und im Südosten der Weingartsgreuther Forst.

## Geschichte
Der Ort diente als Abdeckerei.
Im Rahmen des Gemeindeedikts wurde Fallmeisterei dem 1808 gebildeten Steuerdistrikt Schirnsdorf und der im selben Jahr gebildeten Ruralgemeinde Weingartsgreuth zugewiesen. Nach 1827, jedoch vor 1861 wurde der Ort in die Ruralgemeinde Schirnsdorf eingegliedert.

### Einwohnerentwicklung
| Jahr      | 001827 | 001861 | 001871 | 001885 |
| Einwohner | *      | 6      | 6      | 6      |
| Häuser    |        |        |        | 1      |
| Quelle    | [ 2 ]  | [ 4 ]  | [ 5 ]  | [ 6 ]  |